# 小行星8032
小行星8032（英語：8032 Michaeladams）是一颗围绕太阳公转的小行星。1992年3月8日，上田清二、金田宏在钏路市发现了此天体。
这颗小行星的绝对星等为216.84140等。